# 3175 Netto
3175 Netto (1979 YP) là một tiểu hành tinh vành đai chính được phát hiện ngày 16 tháng 12 năm 1979 bởi H. Debehogne ở La Silla.